# Каблуково (Кимры)
Каблуково — микрорайон города Кимры, упразднённая деревня Кимрского района в Тверской области России.

## Транспорт
Остановка общественного транспорта «Каблуково».